# Tagucsi Kacuhiko

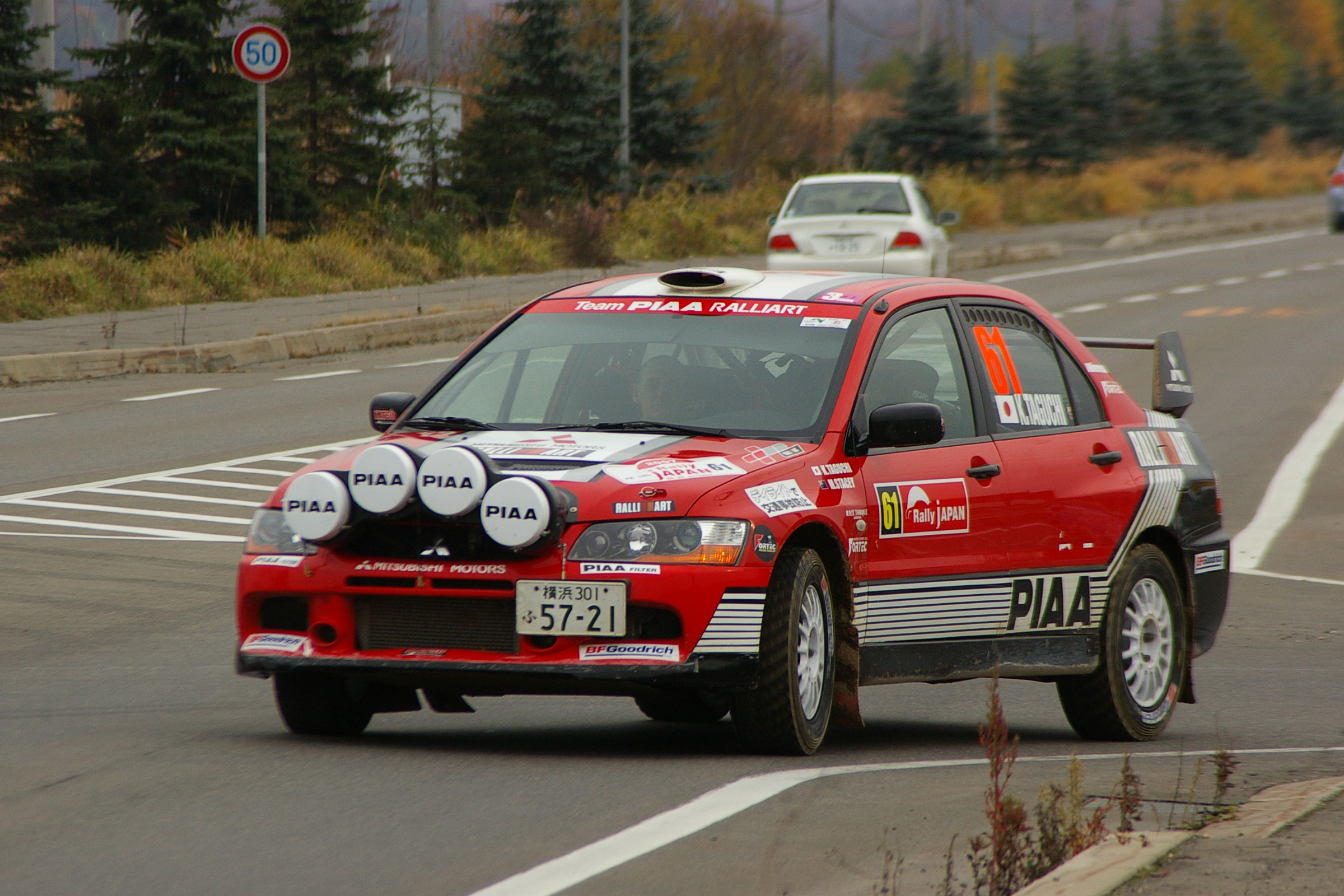
Tagucsi a 2007-es japán ralin

Tagucsi Kacuhiko (1972. február 7. –) japán raliversenyző.

## Pályafutása
1995 és 2008 között a világbajnokság tizennyolc futamán állt rajthoz. Kizárólag ázsiában rendezett világbajnoki versenyeken indult, abszolút pontot egy alkalommal, a 2007-es japán ralin sikerült szereznie.
1996-ban és 1997-ben N csoportos bajnok lett a maláj ralibajnokságban.
1999-ben megnyerte az ázsia–óceániai ralibajnokságot. 1998-ban, 2004-ben, 2006-ban és 2007-ben pedig a harmadik helyen zárta a sorozatot.
Pályafutása során olyan jelentős raliversenyeket nyert meg mint a Kína-, Hokkaidó-, valamint az Új-Kaledónia-rali.

## Sikerei
- ázsia–óceániai ralibajnokság
  - Bajnok: 1999

## Külső hivatkozások
- Hivatalos honlapja
- Profilja az ewrc.cz honlapon
- Profilja a rallybase.nl honlapon